# Здислав Костшева
Здислав Костшева (пол. Zdzisław Kostrzewa; 26 жовтня 1955, Вроцлав, Польща — 18 травня 1991, Мельбурн, Австралія) — польський футболіст, виступав на позиції воротаря.

## Клубна кар'єра
Вихованець клубу «Лотник» (Вроцлав). У 1973 році перейшов до «Заглемб'є» (Валбжих), а наступного року опинився в «Заглемб'є» (Сосновець). У складі клубу з Сосновця двічі виграва кубок Польщі (1977, 1978). Декілька сезонів провів у вроцлавському «Шльонську». У 1982 році разом з командою став віце-чемпіоном Польщі, а в 1984 році перейшов до іншого вроцлавського команди — друголігової «Шлези». 
Протягом кар'єри зіграв у Першій лізі Польщі 182 матчі. Ще 6 матчів провів у Кубку УЄФА, а також два поєдинку — у Кубку володарів кубків.
У 1986 році виїхав до Австралії, де два сезони відіграв у мельбурнській «Полонії». Потім працював на місцевій фабриці. Загинув під час нещасного випадку на виробництві.

## Кар'єра в збірній
У футболці збірної зіграв 3 товариські матчі. Дебютував за «кадру» 5 квітня 1978 року в поєдинку проти Греції, в якому поляки перемогли з рахунком 5:2. Менш ніж через два місяці після цього матчу поїхав на чемпіонат світу 1978 року як третій воротар команди. На цьому турнірі не провів на полі хвилини. Останній поєдинок у футболці збірної провів у 1981 році.

## Статистика

### У збірній
| №  | Дата              | Місце   | Суперник | Результат | Змагання    | Грав  | Примітки |
| -- | ----------------- | ------- | -------- | --------- | ----------- | ----- | -------- |
| 1. | 5 квітня 1978     | Познань | Греція   | 5-2       | товариський | 90'   |          |
| 2. | 19 листопада 1980 | Краків  | Алжир    | 5-1       | товариський | з 46' |          |
| 3. | 24 травня 1981    | Бидгощ  | Ірландія | 3-0       | товариський | з 65' |          |

## Досягнення

### Командні
- Перша ліга Польщі
  -  Срібний призер (1): 1981/82

- Кубок Польщі
  -  Володар (2): 1977, 1978